# Episodi di The Goldbergs (seconda stagione)
La seconda stagione della serie televisiva The Goldbergs, è stata trasmessa in prima visione assoluta negli Stati Uniti d'America da ABC dal 24 settembre 2014 al 13 maggio 2015. In Italia, la stagione è stata trasmessa in prima visione assoluta dal 22 settembre all'8 dicembre 2016 su Joi . In chiaro è stata trasmessa su Italia 1 dal 3 febbraio all'8 marzo 2017.
| n° | Titolo originale                    | Titolo italiano                           | Prima TV USA      | Prima TV Italia   |
| -- | ----------------------------------- | ----------------------------------------- | ----------------- | ----------------- |
| 1  | Love Is a Mixtape                   | L'amore è una compilation                 | 24 settembre 2014 | 22 settembre 2016 |
| 2  | Mama Drama                          | Adam superstar                            | 1º ottobre 2014   | 22 settembre 2016 |
| 3  | The Facts of Bleeping Life          | Promesse nuziali                          | 8 ottobre 2014    | 29 settembre 2016 |
| 4  | Shall We Play a Game?               | Una mamma di tendenza                     | 22 ottobre 2014   | 29 settembre 2016 |
| 5  | Family Takes Care of Beverly        | La famiglia si prende cura della famiglia | 29 ottobre 2014   | 6 ottobre 2016    |
| 6  | Big Baby Ball                       | Pupo spalla la palla                      | 12 novembre 2014  | 6 ottobre 2016    |
| 7  | A Goldberg Thanksgiving             | Ringraziamento in casa Goldberg           | 19 novembre 2014  | 13 ottobre 2016   |
| 8  | I Rode a Hoverboard                 | Sono andato su un Hoverboard              | 3 dicembre 2014   | 13 ottobre 2016   |
| 9  | The Most Handsome Boy on the Planet | Il più bel ragazzo del pianeta            | 10 dicembre 2014  | 20 ottobre 2016   |
| 10 | DannyDonnieJoeyJonJordan            | New Goldbergs on the Block                | 7 gennaio 2015    | 20 ottobre 2016   |
| 11 | The Darryl Dawkins Dance            | Il ballo di Darryl Dawkins                | 14 gennaio 2015   | 27 ottobre 2016   |
| 12 | Cowboy Country                      | La terra dei cowboys                      | 11 febbraio 2015  | 27 ottobre 2016   |
| 13 | Van People                          | Vivere nel furgone                        | 18 febbraio 2015  | 3 novembre 2016   |
| 14 | Barry Goldberg's Day Off            | La pazza giornata di vacanza di Barry     | 25 febbraio 2015  | 3 novembre 2016   |
| 15 | Happy Mom, Happy Life               | Chi ama sua mamma felicità raccoglie      | 4 marzo 2015      | 10 novembre 2016  |
| 16 | The Lost Boy                        | Il ragazzo perduto                        | 25 marzo 2015     | 10 novembre 2016  |
| 17 | The Adam Bomb                       | Mammager                                  | 1º aprile 2015    | 17 novembre 2016  |
| 18 | I Drank the Mold!                   | Ho bevuto la muffa!                       | 8 aprile 2015     | 17 novembre 2016  |
| 19 | La Biblioteca Es Libros             | La biblioteca es libros                   | 15 aprile 2015    | 24 novembre 2016  |
| 20 | Just Say No                         | Basta dire no                             | 15 aprile 2015    | 24 novembre 2016  |
| 21 | As You Wish                         | Una yenta perfetta                        | 22 aprile 2015    | 1º dicembre 2016  |
| 22 | Dance Party USA                     | Dance Party USA                           | 29 aprile 2015    | 1º dicembre 2016  |
| 23 | Bill/Murray                         | Bill e Murray                             | 6 maggio 2015     | 8 dicembre 2016   |
| 24 | Goldbergs Feel Hard                 | I Goldberg e l'amore                      | 13 maggio 2015    | 8 dicembre 2016   |

## L'amore è una compilation
- Titolo originale: Love Is a Mix Tape
- Diretto da: Seth Gordon
- Scritto da: Alex Barnow

### Trama
Adam crea un mixtape per Dana, ma lo ascolta per prima Beverly e crede che sia per lei. Adam non ha il coraggio di dirle la verità,  ma purtroppo lei e Dana lo scoprono nello stesso momento e così lui si trova nei guai con entrambe. Barry, grazie ad Erica, ottiene una carta d'identità falsa che, però, gli viene rapidamente confiscata dal Coach Mellor, il suo insegnante di ginnastica, quando la mostra a tutta la scuola. Essendosi incaricato di procurare la birra per una festa, tenta di usare quella di suo padre Murray, fallendo miseramente. Alla fine è proprio il padre a evitargli una figuraccia.
- Colonna sonora: You're the Inspiration dei Chicago.

## Adam superstar
- Titolo originale: Mama Drama
- Diretto da: David Katzenberg
- Scritto da: Marc Firek (storia e sceneggiatura) e Susan Cinoman (storia)

### Trama
Adam fa un'audizione per il musical della scuola (Jesus Christ Superstar), ma ottiene solo un ruolo minore, mentre Dave Kim è il protagonista. Con grande sorpresa, sgomento e rabbia, Adam e Beverly organizzano un altro show a cui è costretta a partecipare anche Erica, facendo litigare Adam e Dana. 
Nel frattempo, Barry si arrabbia con Murray per la sua abitudine di andare via dalle partite di hockey prima che finiscano per evitare il traffico e si rifiuta di accompagnarlo alle successive. Dopo aver cercato di rimpiazzarlo con Albert e un suo dipendente, Murray accetta di rimanere fino alla fine sopportando il traffico pur di riavere la compagnia di Barry, mentre Adam interpreta il ruolo che gli era stato dato dopo aver appreso che nessuna parte è troppo piccola.
- Colonna sonora: Put a Little Love in Your Heart di Annie Lennox e Al Green.

## Promesse nuziali
- Titolo originale: The Facts of Bleeping Life
- Diretto da: Fred Savage
- Scritto da: Chris Bishop ed Adam F. Goldberg

### Trama
Dopo che Barry e Adam hanno stretto un accordo per non lasciare mai che una ragazza si frapponga tra loro, Barry tradisce Adam e lascia entrare Erica e Lainey (per cui ha una grande cotta) nella loro rock band appena formata, con grande rabbia e sgomento di Adam. Successivamente le ragazze cacciano Barry dalla band e lui fa pace con Adam.
Intanto Beverly convince Murray a fare un rinnovo matrimoniale, ma lui copia i voti nuziali dalla sigla di una serie TV e, quando lo scopre, lei si arrabbia.
Alla fine Murray comprende quanto il rinnovo significhi per Beverly e sveglia tutti i figli affinché cantino Eternal Flame, facendo in modo che le due band rivali si riappacificassero. Barry dichiara il suo amore per Lainey, ma lei lo rifiuta, anche se il ragazzo promette che continuerà a corteggiarla. 
- Colonna sonora: We're Not Gonna Take It delle Twisted Sister (cover di Barry e Adam) ed Eternal Flame dei Bangles (cover di Erica and Lainey).

- Nell'episodio vengono visualizzate scene di Casa Keaton e ne viene spesso cantata la sigla.

## Una mamma di tendenza
- Titolo originale: Shall We Play a Game?
- Diretto da: David Katzenberg
- Scritto da: Mac Marshall e Niki Schwartz-Wright

### Trama
Adam fa accidentalmente cacciare Barry dal suo gruppo di amici, i JTP, e deve escogitare un piano per farcelo rientrare. Alla fine ci riesce aiutandolo a rubare la mascotte di una scuola rivale.
Beverly è molto gelosa quando scopre che Erica è uscita con la madre “alla moda” di un'amica e decide di mostrare alla figlia che anche lei può essere come le altre madri.
- Colonna sonora: Rhythm of the Night dei DeBarge e Never Surrender di Stan Bush.

- Durante l'episodio sono visualizzate scene del film War Games.

## La famiglia si prende cura della famiglia
- Titolo originale: Family Takes Care of Beverly
- Diretto da: Claire Scanlon
- Scritto da: Lew Schneider

### Trama
Il nonno viene sfrattato dal suo appartamento per aver appiccato accidentalmente un incendio e si trasferisce a casa di Beverly; quest'ultima non vuole che se ne vada (sebbene lui voglia), e le sue continue ingerenze costringono Murray a portarlo alla Casa di riposo Shady Willows con il beneplacito dell'uomo.
Beverly, terrorizzata dall'idea di rimanere sola in vecchiaia, cerca di reclamare un posto nella vita futura di Adam, spingendolo ad andare a stare con il nonno. Adam alla fine ritorna, ma a condizione la madre non lo soffochi anche da adulto.
Barry chiede ad Erica di procurargli un appuntamento con Lainey, ma lei mente e alla fine Barry, a causa di un'occlusione intestinale, viene portato dalla sorella al pronto soccorso dove finalmente ottiene un appuntamento con Lainey. Sfortunatamente, Beverly scopre che Barry è in ospedale e si precipita lì, con suo grande disgusto.
- Colonna sonora: I Melt with You dei Modern English.

## Pupo spalla la palla
- Titolo originale: Big Baby Ball
- Diretto da: David Katzenberg
- Scritto da: Marc Firek

### Trama
Il Coach Mellor costringe Adam a giocare a Dodgeball ma, quando Beverly va a lamentarsi, l’insegnante lo prende di mira e le nuove lamentele della madre causano il suo licenziamento. Dopo un po' Murray e Adam iniziano a vedere Mellor sotto una nuova luce, così Beverly cerca di fargli riavere il lavoro.
Nel frattempo, Barry non riesce ad accettare che Erica sia migliore di lui in un nuovo gioco da tavolo, Trivial Pursuit.
- Colonna sonora: The Warrior degli Scandal.

## Ringraziamento in casa Goldberg
- Titolo originale: A Goldberg Thanksgiving
- Diretto da: Jay Chandrasekhar
- Scritto da: Chris Bishop

### Trama
È il giorno del ringraziamento e Beverly vuole passare del tempo con Erica; le due fanno una scommessa ed Erica ha la meglio, ottenendo così il permesso di passare la festa a casa di Lainey, facendo fallire tutti i piani ed i tentativi di Beverly di convincerla a rimanere con lei.
Nel frattempo, zio Marvin fa visita al fratello Murray che si infastidisce quando lui ed Adam iniziano a legare grazie alla comune passione per i videogiochi. Quando Murray cerca di mettersi in mezzo ai due, la situazione gli sfugge di mano.
Alla fine è il nonno a convincere Erica a celebrare il Ringraziamento con sua madre raccontandole che la nonna (la mamma di Beverly) è morta quando lei aveva solo 17 anni. Adam e Murray iniziano, così, la tradizione di giocare ai videogiochi insieme ad ogni Ringraziamento.
- Colonna sonora: St. Elmo's Fire (Man in Motion) di John Parr.

- Nell'episodio sono visualizzate scene del film Il piccolo grande mago dei videogames.

## Sono andato su un Hoverboard
- Titolo originale: I Rode a Hoverboard!
- Diretto da: Victor Nelli Jr.
- Scritto da: Robia Rashid

### Trama
Adam si rompe un braccio mentre tenta di imitare un cantante, ma a scuola racconta che è caduto da un hoverboard come nel film Ritorno al futuro. La bugia però rischia di rovinare la sua amicizia con Emmy Mirsky che ha difeso la sua storia.
Nel frattempo, la famiglia comincia ad apprezzare il Chinese Garden, un nuovo ristorante cinese di proprietà dei genitori di Dave Kim, e Beverly teme che la sua cucina venga rimpiazzata, dando il via ad una guerra con la mamma di Dave Kim. Adam prova a fare un falso video su come si è rotto il braccio ed Emmy Mirsky lo coglie in flagrante; tuttavia i due fanno pace, come il resto della famiglia, che decide di andare al Chinese Garden soltanto ogni venerdì sera.
- Colonna sonora: Faith di George Michael.

## Il più bel ragazzo del pianeta
- Titolo originale: The Most Handsome Boy on the Planet
- Diretto da: David Katzenberg
- Scritto da: Matt Tarses

### Trama
Quando Barry va al centro commerciale viene avvicinato da un talent scout di modelli e, dopo aver pagato, inizia un corso.
Erica e Beverly cercano di fermarlo perché sanno che si tratta di una truffa, ma alla fine madre e figlio continuano insieme nel progetto.
Nel frattempo, mentre è al cinema con Murray ed Emmy Mirsky, Adam incontra il padre di Murray, nonno Ben, e cerca di farli riavvicinare. Inizialmente i due litigano, ma fanno la pace e nonno Ben festeggia il capodanno con il figlio e i nipoti.
- Colonna sonora: Kokomo dei Beach Boys.

- Nell'episodio vengono visualizzate scene del film E.T.

## New Goldbergs on the Block
- Titolo originale: DannyDonnieJoeyJonJordan
- Diretto da: David Katzenberg
- Scritto da: Steve Basilone ed Annie Mebane

### Trama
Dopo che delle scatole cadute intrappolano Murray nel garage, lui chiede a Beverly di sbarazzarsi di tutte le vecchie opere d'arte e dei progetti scolastici dei ragazzi e di tenerle in un unico baule. Quando per errore, però, viene buttato tutto,  lui cerca di recuperarlo e quando scopre che la moglie lo ha già fatto, decide di lasciarglielo tenere, ma lei stessa decide di buttare qualcosa.
Scoprendo l'antica ossessione della sorella per i New Kids on the Block, Adam e Barry hanno finalmente l'opportunità di stuzzicare Erica senza pietà, ma alla fine diventano fan del gruppo.
- Colonna sonora: Hangin' Tough (canzone) e You Got It (The Right Stuff) dei New Kids on the Block.

## Il ballo di Darryl Dawkins
- Titolo originale: The Darryl Dawkins Dance
- Diretto da: Jay Chandrasekhar
- Scritto da: Steve Basilone ed Annie Mebane

### Trama
Erica scopre che Barry e Lainey si frequentano in segreto e non ne è per niente felice. Si avvicina,  inoltre, la data del ballo di Sadie Hawkins, ma i due non possono andarci insieme perché Lainey si vergogna della loro relazione. Erica, allora, chiede a Beverly di aiutarla a trovare una dama per Barry per tenerlo lontano dall'amica e Beverly trova una ragazza di nome Evelyn, identica a lei. Tuttavia, Lainey e Barry si mettono comunque a danzare insieme dato che Erica, pentita, li ha aiutati a chiarirsi. 
Nel frattempo Adam litiga con il suo migliore amico, il nonno, perché preoccupato che possa farsi male giocando con lui.
- Colonna sonora: Heaven dei Warrant.

- Nell'episodio vengono visualizzate scene dei cartoni animati, dinosauri, Transformers, The Real Ghostbusters e G.I. Joe

## La terra dei cowboys
- Titolo originale: Cowboy Country
- Diretto da: David Katzenberg
- Scritto da: Stacey Harman

### Trama
Lainey dichiara ufficialmente che Barry è il suo ragazzo e vuole che i loro padri si incontrino (è l'unica regola impostale dal signor Lewis).
I due sembrano andare d'accordo fino a quando Murray, un fan dei Philadelphia Eagles da tutta la vita, scopre che il padre di Lainey è un grande fan dei Dallas Cowboys.
Intanto Adam è frustrato dal fatto di essere un "bocciolo tardivo" e ha paura che la sua ragazza, Dana Caldwell, lo lasci per un ragazzo dall'aspetto più virile, e cerca, quindi, di impressionarla arrampicandosi su un bacino idrico per scriverci sopra i loro nomi. Tuttavia, il gesto romantico si trasforma in una figuraccia in quanto Adam non riesce a scendere e deve essere salvato dai vigili del fuoco. Alla fine Dana fa capire che a lei piace il ragazzo così come è.
Va peggio a Barry visto che, nonostante gli sforzi di Murray, il padre di Lainey impedisce ai due ragazzi di frequentarsi; fortunatamente, Lainey eccitata dall'idea di un amore proibito, decide di ricominciare a vedere Barry di nascosto.
- Colonna sonora: Romeo and Juliet dei Dire Straits.

## Vivere nel furgone
- Titolo originale: Van People
- Diretto da: Victor Nelli Jr.
- Scritto da: Alex Barnow

### Trama
Quando Murray si arrabbia con Erica per non aver riempito il serbatoio della macchina, lei e Barry si vendicano acquistando un furgone usato e litigano col padre fino a quando i due non decidono di viverci all'interno, nonostante il parere contrario di Beverly.
Adam è deluso quando vede una prima stesura dell'annuario e scopre che è stato votato "ragazzo gentile", quindi cerca di diventare il buffone della classe; quindi Adam fa uno scherzo al suo insegnante, ma quest'ultimo ci rimane malissimo e Dana si arrabbia con lui.
Alla fine, Murray ed Erica sono d'accordo sul fatto di essere entrambi testardi, mentre Adam chiede scusa al professore facendosi perdonare sia da lui che da Dana.
- Colonna sonora: The Way It Is di Bruce Hornsby & The Range.

- Vengono visualizzate scene della serie tv A-Team e il furgone acquistato da Barry è un GMC Vandura simile a quello della serie;

## La pazza giornata di vacanza di Barry
- Titolo originale: Barry Goldberg's Day Off
- Diretto da: David Katzenberg
- Scritto da: Adam F. Goldberg

### Trama
Adam e Barry si sono fissati con il film Una pazza giornata di vacanza ed entrambi si rivedono in Ferris Bueller, il protagonista del film.
Un giorno Barry si finge malato per non andare a scuola con la complicità di Adam e del nonno (anche il primo salta le lezioni).
Purtroppo ad Adam e Barry non va bene come a Ferris: dopo aver fatto uscire Lainey da scuola con una scusa ridicola, il trio si dirige in un museo, ma viene inseguito dalla sicurezza; dopodiché, durante una partita di baseball, i tre vengono colpiti da lancio di cibo degli altri tifosi presenti per invidia dopo che Barry ha preso la palla finita sugli spalti, ed infine l'auto del nonno viene rubata.
Beverly, lasciando il lavoro da commessa presso un fioraio, alla fine li trova.
Erica, arrabbiata perché Lainey è stata eletta reginetta della scuola, infrangendo la loro promessa di non partecipare al concorso, finisce trattenuta per errore in una stazione di polizia dove un detenuto le dice di non preoccuparsi di Barry e Adam. Al ritorno la ragazza convince Barry a scappare e ad andare a scuola per assistere alla parata in cui Lainey è protagonista.
Barry dedica una serenata a Lainey cantando la canzone del film e la folla inizia a fargli coro; Adam riesce a registrare la scena, dicendo che non vuole più essere Ferris, ma che invece vuole essere John Hughes, il regista del film.
- Colonna sonora: Oh Yeah di Yello e Twist and Shout di Phil Medley e Bert Berns.

- Il detenuto con cui parla Erica è interpretato da Charlie Sheen, che ha interpretato un delinquente minorile nel film originale su cui si basa l'episodio. Un accenno a questo è presente quando Sheen dice che si sente come se fosse stato lì per 30 anni.

## Chi ama sua mamma felicità raccoglie
- Titolo originale: Happy Mom, Happy Life
- Diretto da: Claire Scanlon
- Scritto da: Andrew Secunda

### Trama
Adam sceglie Dana come partner per un progetto in cui devono fingere di allevare un bambino e Beverly, ovviamente, si mette in mezzo per dimostrare di poter essere una brava nonna; Adam, dopo aver parlato con il padre ed il nonno, comincia a sostenere Dana negli scontri tra le due.
Nel frattempo, gli amici di Barry, i JTP, sono sconvolti dal fatto che Barry preferisca passare il suo tempo con Lainey invece che con loro, ed Erica è sconvolta dallo stesso problema con Lainey.  Di conseguenza, Erica si unisce ai JTP per separare Barry e Lainey, cosa che fa arrabbiare Barry; quando, tutti e tre i JTP, però, si innamorano di Erica la situazione si complica ulteriormente.
Quando Adam e Dana si prendono una pausa dal progetto e affidano la bambola che usavano come neonato a Murray, Beverly se la prende e la perde, sostituendola con una che non le somiglia per niente, e quando i due giovani fidanzati lo scoprono si arrabbiano con lei.
Barry e Lainey capiscono che Erica sia infastidita da questa situazione e la perdonano; tuttavia, le sue amiche aiutano Barry a rientrare nel gruppo originale dei JTP.
Nel frattempo, Adam ne dice quattro a Beverly e, felice che sia riuscito a rimbeccare il genitore più invadente della scuola, la sua insegnante dà a lui e Dana il massimo dei voti. Beverly si fa perdonare organizzando una serata romantica per Adam e Dana.
- Colonna sonora: Alone degli Heart, Santa Claus Is Coming To Town di Fred Astaire e The Westminster Children's Choir di Fred Astaire.

## Il ragazzo perduto
- Titolo originale: The Lost Boy
- Diretto da: David Katzenberg
- Scritto da: Josh Goldsmith e Cathy Yuspa

### Trama
Murray porta Adam ad una partita di baseball dei Phillies al Veterans Stadium e lo convince che è abbastanza grande per andare in bagno da solo, ma Adam, disgustato dalle condizioni dei servizi dello stadio, va a cercarne di più puliti e finisce per perdersi.
Altrove, Beverly soffoca Erica e Barry più del solito e i due riescono a sbarazzarsi di lei grazie all'aiuto del nonno, ma in seguito si rendono conto che Beverly si sente davvero giù per il fatto che i suoi figli presto se ne andranno di casa.
- Colonna sonora: Have a Little Faith in Me di John Hiatt.

## Mammager
- Titolo originale: The Adam Bomb
- Diretto da: Lew Schneider
- Scritto da: Chris Bishop

### Trama
Quando Lainey dice a Barry di smetterla di stuzzicare Adam lui giura di fermarsi. Tuttavia, dopo aver subito un pesce d'aprile da parte di Adam, Barry distrugge uno dei suoi giocattoli preferiti e la situazione degenera in una vera e propria faida che culmina con la distruzione della videocamera di Adam da parte di Barry e con Adam che, tramite una bugia, spinge Lainey a rompere con il fratello. 
Alla fine, dopo aver assistito alla caduta del muro di Berlino, Barry ricompra la videocamera e Adam fa riappacificare i due.
Nel frattempo, Erica scopre che una cantante, chiamata Tiffany, sarà al centro commerciale locale e chiede a Murray 200 dollari per fare un demo da darle; lui rifiuta, ma Beverly, inizialmente d'accordo con suo marito, cambia idea quando scopre che, in futuro, potrà diventare la manager di sua figlia.
- Colonna sonora: I Think We're Alone Now di Tiffany.

## Ho bevuto la muffa!
- Titolo originale: I Drank the Mold!
- Diretto da: Jonathan Corn
- Scritto da: Aaron Kaczander

### Trama
Ignorando i desideri di Adam, Beverly organizza un pigiama party per il suo compleanno con alcuni dei suoi amici, tra cui il figlio del preside che porta una birra non fermentata. Dopo che tutti, tranne Adam, ne bevono un sorso, si sentono male e vomitano e Beverly, trovato Adam con la bottiglia di birra in mano, gli proibisce di frequentare i suoi amici.
Questo fa sì che Adam si ribelli e, presa la birra dalla spazzatura, ne beve un sorso per mostrare a sua madre che è uguale ai suoi amici.
Barry ed Erica cercano di convincere Murray a comprare uno stereo con l'ultima tecnologia incorporata (un lettore CD), dicendo che è essenziale per sviluppare il loro talento musicale, ma lui risponde che se i due scriveranno una canzone di successo, comprerà lo stereo.
I ragazzi ci provano, ma la loro canzone è semplicemente orribile a detta del nonno e cercano di spacciare una canzone di Elton John come loro, venendo scoperti. I due, disperati, vendono i loro beni preziosi ed acquistano lo stereo come "regalo" per il padre, che dichiara che solo lui potrà ascoltare la musica sul nuovo lettore CD. Tuttavia, Murray ci ripensa dopo aver visto Erica nella sua stanza cantare mentre suona la chitarra.
- Colonna sonora: Your Song di Elton John (cover di Hayley Orrantia).

## La biblioteca es libros
- Titolo originale: La Biblioteca Es Libros
- Diretto da: David Katzenberg
- Scritto da: Marc Firek

### Trama
Quando Adam prende un brutto voto in spagnolo, Beverly è certa che sia colpa dell'insegnante perché il ragazzo va bene in tutte le altre materie, quindi paga l'insegnante per dare ripetizioni ad Adam, ma lei finisce per dargli bei voti a pagamento, con rabbia del resto della classe.
Barry ottiene il suo primo lavoro (addetto alla consegna delle pizze), rendendo Murray orgoglioso. Questo fa arrabbiare Erica, che ha avuto un lavoro per due anni e non ha mai ricevuto una tale attenzione.
- Colonna sonora: La Bamba di Ritchie Valens e Back in the High Life Again di Steve Winwood.

## Basta dire no
- Titolo originale: Just Say No
- Diretto da: Victor Nelli Jr.
- Scritto da: Niki Schwartz-Wright

### Trama
Erica si trova in contrasto con Murray dato che sostiene il neo-candidato alle elezioni presidenziali Walter Mondale (la cui campagna è gestita da Geraldine Ferraro), mentre Murray sostiene fermamente l’avversario Ronald Reagan.  Quando scopre che Beverly non si interessa minimamente di politica, Erica cerca di sensibilizzare sua madre, portandola, però, ad essere ossessionata dalla campagna "Basta dire no alla droga" di Nancy Reagan.
Nel frattempo, Barry è determinato a partecipare ad American Gladiators Show e Adam realizza un video-presentazione per lui. In realtà, dopo aver filmato alcuni momenti comici di Barry, Adam invia segretamente il nastro ad una trasmissione comica (in stile paperissima).
- Colonna sonora: Tarzan Boy dei Baltimora.

## Una yenta perfetta
- Titolo originale: As You Wish
- Diretto da: David Katzenberg
- Scritto da: Alex Barnow

### Trama
Beverly si diverte a fare la yenta cioè la combinatrice di incontri, ma il suo continuo impicciarsi nella vita degli altri causa problemi a Barry ed Erica, soprattutto quando fa mettere insieme due dei loro insegnanti.
Adam, preso dal film La storia fantastica, chiede a Murray una spada vera e per ottenerla comincia a fare scherma.
- Colonna sonora: Somebody to Love dei Queen (cover di Hayley Orrantia).

## Dance party USA
- Titolo originale: Dance Party USA
- Diretto da: David Katzenberg
- Scritto da: Andrew Secunda (sceneggiatura) ed Evan Turner (storia)

### Trama
Adam scommette e perde tutti i suoi giocattoli preferiti essendosi convinto di aver ereditato la fortuna del nonno; alla fine riesce a riottenere i giocattoli da solo dopo aver scoperto che quest'ultimo gli ha mentito su un sacco di cose. Inizialmente Adam si arrabbia con il nonno, ma in seguito lo perdona.
Nel frattempo, Erica e Lainey stanno per andare a Dance Party USA, ma Barry vuole unirsi a loro, venendo però respinto.
Tuttavia, Erica si prende la congiuntivite e Barry si fa dare lezioni di ballo dal Coach Mellor, in modo tale che Lainey decida di ballare solo con Barry; alla fine, però, la coppia cambia idea e portano comunque Erica con loro.
- Colonna sonora: Faithfully dei Journey.

## Bill e Murray
- Titolo originale: Bill/Murray
- Diretto da: David Katzenberg
- Scritto da: Chris Bishop e Josh Goldsmith

### Trama
Murray viene convocato dal preside insieme al suo arcinemico Bill, il padre di Lainey, perché Barry e Lainey si baciano di continuo in pubblico a scuola. 
Inaspettatamente, i due diventano amici dopo aver scoperto di avere molto in comune; tuttavia, Murray, seccato dal parlare di Bill del suo divorzio, tenta di evitarlo con rabbia di quest’ultimo, e questo fatto sconvolge anche Barry e Lainey che vedono la rinnovata rivalità dei loro padri come una minaccia alla loro relazione. Alla fine, Bill e Murray si riconciliano e diventano di nuovo amici, con grande gioia dei loro figli.
Nel frattempo, dopo aver visto i suoi figli guardare MTV, Beverly recluta Adam per aiutare Erica a fare un'audizione-video per la Juilliard; nonostante l'evidente difficoltà, Beverly ci tiene per tenere Erica vicino a casa.
- Colonna sonora: True Colors di Billy Steinberg e Tom Kelly (cover di Hayley Orrantia) ed Everybody Have Fun Tonight di Wang Chung.

## I Goldberg e l'amore
- Titolo originale: Goldbergs Feel Hard
- Diretto da: David Katzenberg
- Scritto da: Adam F. Goldberg

### Trama
Beverly e Murray hanno difficoltà a dire addio ad Erica che si prepara a partire per un programma artistico estivo. Beverly insiste sul fatto che Erica dica a suo padre che gli vuole bene, ma lei si rende conto che può ottenere molto da lei in questo modo.
Nel frattempo, Barry dice inavvertitamente a Lainey che la ama. Quando lei non gli risponde, Barry diventa la mascotte della scuola per avvicinarsi a lei, inconsapevole che una squadra rivale ha in programma di picchiare la mascotte. Alla fine Lainey, preoccupata per lui, gli dice di amarlo: non ce l'aveva fatta prima perché ha visto suo padre con il cuore spezzato dopo che sua madre l'ha lasciato e temeva di finire come lui.
Anche Adam va a dire a Dana che la ama, ma lei gli risponde che suo padre ha ricevuto un'offerta di lavoro a Seattle e che la sua famiglia potrebbe trasferirsi.
- Colonna sonora: If You Leave degli Orchestral Manoeuvres in the Dark.

- Curiosità: Per la seconda volta il vero JC Spink, compagno di classe di Adam, compare come Joe l'autista dell'autobus.